# Concacaf Champions League 2020
Concacaf Champions League 2020 var den 12:e upplagan av Concacaf Champions League, totalt den 55:e upplagan av den största fotbollstävlingen för klubblag som Concacaf anordnar.

## Lag

### Nationer representerade
- Costa Rica — San Carlos, Saprissa (via Concacaf League)
- El Salvador — Alianza (via Concacaf League)
- Guatemala — Comunicaciones (via Concacaf League)
- Honduras — Motagua, Olimpia (via Concacaf League)
- Jamaica — Portmore United (via Caribbean Championship)
- Kanada — Montreal Impact
- Mexiko — América, Cruz Azul, León, UANL
- USA — Atlanta United, Los Angeles, New York City, Seattle Sounders

### Nationer inte representerade
- Anguilla
- Amerikanska Jungfruöarna
- Aruba
- Antigua och Barbuda
- Bahamas
- Barbados
- Belize
- Bermuda
- Bonaire
- Brittiska Jungfruöarna
- Caymanöarna
- Curaçao
- Dominica
- Dominikanska republiken
- Franska Guyana
- Grenada
- Guadeloupe
- Guyana
- Haiti
- Kuba
- Martinique
- Montserrat
- Nicaragua
- Panama
- Puerto Rico
- Saint Kitts och Nevis
- Saint Lucia
- Saint-Martin
- Saint Vincent och Grenadinerna
- Sint Maarten
- Surinam
- Trinidad och Tobago
- Turks- och Caicosöarna

## Slutspelsträd
|  | Åttondelsfinaler     | Åttondelsfinaler | Åttondelsfinaler | Åttondelsfinaler |                 |             | Kvartsfinaler | Kvartsfinaler | Kvartsfinaler | Kvartsfinaler |  |  | Semifinaler | Semifinaler | Semifinaler | Semifinaler |  |  | Final | Final | Final | Final |
|  |                      |                  |                  |                  |                 |             |               |               |               |               |  |  |             |             |             |             |  |  |       |       |       |       |
|  |                      |                  |                  |                  |                 |             |               |               |               |               |  |  |             |             |             |             |  |  |       |       |       |       |
|  |                      |                  |                  |                  |                 |             |               |               |               |               |  |  |             |             |             |             |  |  |       |       |       |       |
|  | San Carlos           | 3                | 0                | 3                |                 |             |               |               |               |               |  |  |             |             |             |             |  |  |       |       |       |       |
|  | San Carlos           | 3                | 0                | 3                |                 |             |               |               |               |               |  |  |             |             |             |             |  |  |       |       |       |       |
|  | New York City        | 5                | 1                | 6                |                 |             |               |               |               |               |  |  |             |             |             |             |  |  |       |       |       |       |
|  | New York City        | 5                | 1                | 6                | New York City   | 0           | 0             | 0             |               |               |  |  |             |             |             |             |  |  |       |       |       |       |
|  |                      |                  |                  |                  | New York City   | 0           | 0             | 0             |               |               |  |  |             |             |             |             |  |  |       |       |       |       |
|  |                      | UANL             | 1                | 4                | 5               |             |               |               |               |               |  |  |             |             |             |             |  |  |       |       |       |       |
|  | Alianza              | UANL             | 1                | 4                | 5               | 2           | 2             | 4             |               |               |  |  |             |             |             |             |  |  |       |       |       |       |
|  | Alianza              |                  |                  |                  |                 | 2           | 2             | 4             |               |               |  |  |             |             |             |             |  |  |       |       |       |       |
|  | UANL                 | 1                | 4                | 5                |                 |             |               |               |               |               |  |  |             |             |             |             |  |  |       |       |       |       |
|  | UANL                 | 1                | 4                | 5                | UANL            | UANL        | UANL          | 3             |               |               |  |  |             |             |             |             |  |  |       |       |       |       |
|  |                      |                  |                  |                  | UANL            | UANL        | UANL          | 3             |               |               |  |  |             |             |             |             |  |  |       |       |       |       |
|  |                      | Olimpia          | Olimpia          | Olimpia          | 0               |             |               |               |               |               |  |  |             |             |             |             |  |  |       |       |       |       |
|  | Saprissa             | Olimpia          | Olimpia          | Olimpia          | 0               | 2           | 0             | 2             |               |               |  |  |             |             |             |             |  |  |       |       |       |       |
|  | Saprissa             |                  |                  |                  |                 | 2           | 0             | 2             |               |               |  |  |             |             |             |             |  |  |       |       |       |       |
|  | Montreal Impact (BM) | 2                | 0                | 2                |                 |             |               |               |               |               |  |  |             |             |             |             |  |  |       |       |       |       |
|  | Montreal Impact (BM) | 2                | 0                | 2                | Montreal Impact | 1           | 1             | 2             |               |               |  |  |             |             |             |             |  |  |       |       |       |       |
|  |                      |                  |                  |                  | Montreal Impact | 1           | 1             | 2             |               |               |  |  |             |             |             |             |  |  |       |       |       |       |
|  |                      | Olimpia (BM)     | 0                | 2                | 2               |             |               |               |               |               |  |  |             |             |             |             |  |  |       |       |       |       |
|  | Olimpia (str.)       | Olimpia (BM)     | 0                | 2                | 2               | 2           | 2             | 4 (4)         |               |               |  |  |             |             |             |             |  |  |       |       |       |       |
|  | Olimpia (str.)       |                  |                  |                  |                 | 2           | 2             | 4 (4)         |               |               |  |  |             |             |             |             |  |  |       |       |       |       |
|  | Seattle Sounders     | 2                | 2                | 4 (2)            |                 |             |               |               |               |               |  |  |             |             |             |             |  |  |       |       |       |       |
|  | Seattle Sounders     | 2                | 2                | 4 (2)            | UANL            | UANL        | UANL          | 2             |               |               |  |  |             |             |             |             |  |  |       |       |       |       |
|  |                      |                  |                  |                  | UANL            | UANL        | UANL          | 2             |               |               |  |  |             |             |             |             |  |  |       |       |       |       |
|  |                      | Los Angeles      | Los Angeles      | Los Angeles      | 1               |             |               |               |               |               |  |  |             |             |             |             |  |  |       |       |       |       |
|  | León                 | Los Angeles      | Los Angeles      | Los Angeles      | 1               | 2           | 0             | 2             |               |               |  |  |             |             |             |             |  |  |       |       |       |       |
|  | León                 |                  |                  |                  |                 | 2           | 0             | 2             |               |               |  |  |             |             |             |             |  |  |       |       |       |       |
|  | Los Angeles          | 0                | 3                | 3                |                 |             |               |               |               |               |  |  |             |             |             |             |  |  |       |       |       |       |
|  | Los Angeles          | 0                | 3                | 3                | Los Angeles     | Los Angeles | Los Angeles   | 2             |               |               |  |  |             |             |             |             |  |  |       |       |       |       |
|  |                      |                  |                  |                  | Los Angeles     | Los Angeles | Los Angeles   | 2             |               |               |  |  |             |             |             |             |  |  |       |       |       |       |
|  |                      | Cruz Azul        | Cruz Azul        | Cruz Azul        | 0               |             |               |               |               |               |  |  |             |             |             |             |  |  |       |       |       |       |
|  | Portmore United      | Cruz Azul        | Cruz Azul        | Cruz Azul        | 0               | 1           | 0             | 1             |               |               |  |  |             |             |             |             |  |  |       |       |       |       |
|  | Portmore United      |                  |                  |                  |                 | 1           | 0             | 1             |               |               |  |  |             |             |             |             |  |  |       |       |       |       |
|  | Cruz Azul            | 2                | 4                | 6                |                 |             |               |               |               |               |  |  |             |             |             |             |  |  |       |       |       |       |
|  | Cruz Azul            | 2                | 4                | 6                | Los Angeles     | Los Angeles | Los Angeles   | 3             |               |               |  |  |             |             |             |             |  |  |       |       |       |       |
|  |                      |                  |                  |                  | Los Angeles     | Los Angeles | Los Angeles   | 3             |               |               |  |  |             |             |             |             |  |  |       |       |       |       |
|  |                      | América          | América          | América          | 1               |             |               |               |               |               |  |  |             |             |             |             |  |  |       |       |       |       |
|  | Comunicaciones       | América          | América          | América          | 1               | 1           | 1             | 2 (3)         |               |               |  |  |             |             |             |             |  |  |       |       |       |       |
|  | Comunicaciones       |                  |                  |                  |                 | 1           | 1             | 2 (3)         |               |               |  |  |             |             |             |             |  |  |       |       |       |       |
|  | América (str.)       | 1                | 1                | 2 (5)            |                 |             |               |               |               |               |  |  |             |             |             |             |  |  |       |       |       |       |
|  | América (str.)       | 1                | 1                | 2 (5)            | América         | 3           | 0             | 3             |               |               |  |  |             |             |             |             |  |  |       |       |       |       |
|  |                      |                  |                  |                  | América         | 3           | 0             | 3             |               |               |  |  |             |             |             |             |  |  |       |       |       |       |
|  |                      | Atlanta United   | 0                | 1                | 1               |             |               |               |               |               |  |  |             |             |             |             |  |  |       |       |       |       |
|  | Motagua              | Atlanta United   | 0                | 1                | 1               | 1           | 0             | 1             |               |               |  |  |             |             |             |             |  |  |       |       |       |       |
|  | Motagua              |                  |                  |                  |                 | 1           | 0             | 1             |               |               |  |  |             |             |             |             |  |  |       |       |       |       |
|  | Atlanta United       | 1                | 3                | 4                |                 |             |               |               |               |               |  |  |             |             |             |             |  |  |       |       |       |       |
|  | Atlanta United       | 1                | 3                | 4                |                 |             |               |               |               |               |  |  |             |             |             |             |  |  |       |       |       |       |

## Åttondelsfinaler

### Sammanfattning
| Lag 1           | Totalt         | Lag 2            | Möte 1 | Möte 2 |
| Motagua         | 1–4            | Atlanta United   | 1–1    | 0–3    |
| Comunicaciones  | 2–2 (3–5 str.) | América          | 1–1    | 1–1    |
| Portmore United | 1–6            | Cruz Azul        | 1–2    | 0–4    |
| León            | 2–3            | Los Angeles      | 2–0    | 0–3    |
| Alianza         | 4–5            | UANL             | 2–1    | 2–4    |
| San Carlos      | 3–6            | New York City    | 3–5    | 0–1    |
| Olimpia         | 4–4 (4–2 str.) | Seattle Sounders | 2–2    | 2–2    |
| Saprissa        | 00002–2 (BM)   | Montreal Impact  | 2–2    | 0–0    |

### Matcher
|             | 18 februari 2020 | Motagua             | 1 – 1           | Atlanta United     | Estadio Olímpico Metropolitano                  |                                                 |
| 21:00 UTC−6 | 21:00 UTC−6      | Roberto Moreira 33′ | (1 – 1) Rapport | 35′ Josef Martínez | San Pedro Sula Domare: Adonai Escobedo (Mexiko) | San Pedro Sula Domare: Adonai Escobedo (Mexiko) |
| 21:00 UTC−6 | 21:00 UTC−6      |                     |                 |                    | San Pedro Sula Domare: Adonai Escobedo (Mexiko) | San Pedro Sula Domare: Adonai Escobedo (Mexiko) |
| 21:00 UTC−6 | 21:00 UTC−6      |                     |                 |                    | San Pedro Sula Domare: Adonai Escobedo (Mexiko) | San Pedro Sula Domare: Adonai Escobedo (Mexiko) |

|             | 25 februari 2020 | Atlanta United                            | 3 – 0           | Motagua | Fifth Third Bank Stadium                                   |                                                            |
| 20:00 UTC−5 | 20:00 UTC−5      | Pity Martínez 40′, 83′ Josef Martínez 61′ | (1 – 0) Rapport |         | Kennesaw Publik: 8 474 Domare: Keylor Herrera (Costa Rica) | Kennesaw Publik: 8 474 Domare: Keylor Herrera (Costa Rica) |
| 20:00 UTC−5 | 20:00 UTC−5      |                                           |                 |         | Kennesaw Publik: 8 474 Domare: Keylor Herrera (Costa Rica) | Kennesaw Publik: 8 474 Domare: Keylor Herrera (Costa Rica) |
| 20:00 UTC−5 | 20:00 UTC−5      |                                           |                 |         | Kennesaw Publik: 8 474 Domare: Keylor Herrera (Costa Rica) | Kennesaw Publik: 8 474 Domare: Keylor Herrera (Costa Rica) |

Atlanta United avancerade till kvartsfinal med det ackumulerade slutresultatet 4–1.
|             | 19 februari 2020 | Comunicaciones       | 1 – 1           | América               | Estadio Doroteo Guamuch Flores            |                                           |
| 21:00 UTC−6 | 21:00 UTC−6      | Gerardo Gordillo 81′ | (0 – 0) Rapport | 90′ Sebastián Córdova | Guatemala City Domare: Jair Marrufo (USA) | Guatemala City Domare: Jair Marrufo (USA) |
| 21:00 UTC−6 | 21:00 UTC−6      |                      |                 |                       | Guatemala City Domare: Jair Marrufo (USA) | Guatemala City Domare: Jair Marrufo (USA) |
| 21:00 UTC−6 | 21:00 UTC−6      |                      |                 |                       | Guatemala City Domare: Jair Marrufo (USA) | Guatemala City Domare: Jair Marrufo (USA) |

|             | 26 februari 2020 | América                                                                         | 1 – 1                      | Comunicaciones                                                             | Estadio Azteca                                  |                                                 |
| 21:00 UTC−6 | 21:00 UTC−6      | Emanuel Aguilera 80′ (str.)                                                     | (0 – 0) Rapport            | 62′ (str.) Agustín Herrera                                                 | Mexico City Domare: Henry Bejarano (Costa Rica) | Mexico City Domare: Henry Bejarano (Costa Rica) |
| 21:00 UTC−6 | 21:00 UTC−6      |                                                                                 |                            |                                                                            | Mexico City Domare: Henry Bejarano (Costa Rica) | Mexico City Domare: Henry Bejarano (Costa Rica) |
| 21:00 UTC−6 | 21:00 UTC−6      | Emanuel Aguilera Alonso Escoboza Bruno Valdez Andrés Ibargüen Sebastián Córdova | Straffsparksläggning 5 – 3 | Fredy Thompson Maximiliano Lombardi Andrés Lezcano Agustín Enrique Herrera | Mexico City Domare: Henry Bejarano (Costa Rica) | Mexico City Domare: Henry Bejarano (Costa Rica) |

Ackumulerat slutresultat 2–2. América avancerade till kvartsfinal efter straffsparksläggning.
|             | 18 februari 2020 | Portmore United  | 1 – 2           | Cruz Azul                                     | Independence Park                     |                                       |
| 20:00 UTC−5 | 20:00 UTC−5      | Rondee Smith 74′ | (0 – 0) Rapport | 90+5′ Lucas Passerini 90+9′ Jonathan Rodrígue | Kingston Domare: Reon Radix (Grenada) | Kingston Domare: Reon Radix (Grenada) |
| 20:00 UTC−5 | 20:00 UTC−5      |                  |                 |                                               | Kingston Domare: Reon Radix (Grenada) | Kingston Domare: Reon Radix (Grenada) |
| 20:00 UTC−5 | 20:00 UTC−5      |                  |                 |                                               | Kingston Domare: Reon Radix (Grenada) | Kingston Domare: Reon Radix (Grenada) |

|            | 25 februari 2020 | Cruz Azul                                                                            | 4 – 0           | Portmore United | Estadio Azteca                            |                                           |
| 2100 UTC−6 | 2100 UTC−6       | Orbelín Pineda 22′ Lucas Passerini 59′ Pablo Ceppelini 76′ (str.) Jonathan Borja 90′ | (1 – 0) Rapport |                 | Mexico City Domare: Drew Fischer (Kanada) | Mexico City Domare: Drew Fischer (Kanada) |
| 2100 UTC−6 | 2100 UTC−6       |                                                                                      |                 |                 | Mexico City Domare: Drew Fischer (Kanada) | Mexico City Domare: Drew Fischer (Kanada) |
| 2100 UTC−6 | 2100 UTC−6       |                                                                                      |                 |                 | Mexico City Domare: Drew Fischer (Kanada) | Mexico City Domare: Drew Fischer (Kanada) |

Cruz Azul avancerade till kvartsfinal med det ackumulerade slutresultatet 6–1.
|             | 18 februari 2020 | León                            | 2 – 0           | Los Angeles | Estadio León                              |                                           |
| 21:00 UTC−6 | 21:00 UTC−6      | Jean Meneses 21′ Ángel Mena 89′ | (1 – 0) Rapport |             | León Domare: Ismael Cornejo (El Salvador) | León Domare: Ismael Cornejo (El Salvador) |
| 21:00 UTC−6 | 21:00 UTC−6      |                                 |                 |             | León Domare: Ismael Cornejo (El Salvador) | León Domare: Ismael Cornejo (El Salvador) |
| 21:00 UTC−6 | 21:00 UTC−6      |                                 |                 |             | León Domare: Ismael Cornejo (El Salvador) | León Domare: Ismael Cornejo (El Salvador) |

|             | 27 februari 2020 | Los Angeles                          | 3 – 0           | León | Banc of California Stadium                    |                                               |
| 19:00 UTC−8 | 19:00 UTC−8      | Carlos Vela 27′, 77′ Diego Rossi 79′ | (1 – 0) Rapport |      | Los Angeles Domare: Mario Escobar (Guatemala) | Los Angeles Domare: Mario Escobar (Guatemala) |
| 19:00 UTC−8 | 19:00 UTC−8      |                                      |                 |      | Los Angeles Domare: Mario Escobar (Guatemala) | Los Angeles Domare: Mario Escobar (Guatemala) |
| 19:00 UTC−8 | 19:00 UTC−8      |                                      |                 |      | Los Angeles Domare: Mario Escobar (Guatemala) | Los Angeles Domare: Mario Escobar (Guatemala) |

Los Angeles avancerade till kvartsfinal med det ackumulerade slutresultatet 3–2.
|             | 19 februari 2020 | Alianza                                            | 2 – 1           | UANL                  | Estadio Cuscatlán                               |                                                 |
| 19:00 UTC−6 | 19:00 UTC−6      | Felipe Ponce Ramírez 47′ (str.) Oswaldo Blanco 55′ | (0 – 1) Rapport | 34′ Juan José Sánchez | San Salvador Domare: Daneon Parchment (Jamaica) | San Salvador Domare: Daneon Parchment (Jamaica) |
| 19:00 UTC−6 | 19:00 UTC−6      |                                                    |                 |                       | San Salvador Domare: Daneon Parchment (Jamaica) | San Salvador Domare: Daneon Parchment (Jamaica) |
| 19:00 UTC−6 | 19:00 UTC−6      |                                                    |                 |                       | San Salvador Domare: Daneon Parchment (Jamaica) | San Salvador Domare: Daneon Parchment (Jamaica) |

|             | 26 februari 2020 | UANL                                                                       | 4 – 2           | Alianza                       | Estadio Universitario                       |                                             |
| 19:00 UTC−6 | 19:00 UTC−6      | Enner Valencia 10′ André-Pierre Gignac 18′, 23′ (str.) Nahuel Guzmán 90+4′ | (3 – 2) Rapport | 34′, 42′ Juan Carlos Portillo | San Nicolás Domare: Saíd Martíne (Honduras) | San Nicolás Domare: Saíd Martíne (Honduras) |
| 19:00 UTC−6 | 19:00 UTC−6      |                                                                            |                 |                               | San Nicolás Domare: Saíd Martíne (Honduras) | San Nicolás Domare: Saíd Martíne (Honduras) |
| 19:00 UTC−6 | 19:00 UTC−6      |                                                                            |                 |                               | San Nicolás Domare: Saíd Martíne (Honduras) | San Nicolás Domare: Saíd Martíne (Honduras) |

UANL avancerade till kvartsfinal med det ackumulerade slutresultatet 5–4.
|             | 20 februari 2020 | San Carlos                                         | 3 – 5           | New York City                                                                              | Estadio Alejandro Morera Soto                |                                              |
| 19:00 UTC−6 | 19:00 UTC−6      | Jorman Aguilar 45′ Marcos Mena 63′ Omar Browne 79′ | (1 – 2) Rapport | 13′, 35′, 52′ (str.) Héber Araujo dos Santos 61′ Alexander Callens 90+3′ Alexandru Mitriță | Alajuela Domare: César Arturo Ramos (Mexiko) | Alajuela Domare: César Arturo Ramos (Mexiko) |
| 19:00 UTC−6 | 19:00 UTC−6      |                                                    |                 |                                                                                            | Alajuela Domare: César Arturo Ramos (Mexiko) | Alajuela Domare: César Arturo Ramos (Mexiko) |
| 19:00 UTC−6 | 19:00 UTC−6      |                                                    |                 |                                                                                            | Alajuela Domare: César Arturo Ramos (Mexiko) | Alajuela Domare: César Arturo Ramos (Mexiko) |

|             | 26 februari 2020 | New York City         | 1 – 0           | San Carlos | Red Bull Arena                       |                                      |
| 21:00 UTC−6 | 21:00 UTC−6      | Alexander Callens 41′ | (1 – 0) Rapport |            | Harrison Domare: John Pitti (Panama) | Harrison Domare: John Pitti (Panama) |
| 21:00 UTC−6 | 21:00 UTC−6      |                       |                 |            | Harrison Domare: John Pitti (Panama) | Harrison Domare: John Pitti (Panama) |
| 21:00 UTC−6 | 21:00 UTC−6      |                       |                 |            | Harrison Domare: John Pitti (Panama) | Harrison Domare: John Pitti (Panama) |

New York City avancerade till kvartsfinal med det ackumulerade slutresultatet 6–3.
|             | 20 februari 2020 | Olimpia                  | 2 – 2           | Seattle Sounders                     | Estadio Olímpico Metropolitano                            |                                                           |
| 21:00 UTC−6 | 21:00 UTC−6      | Justin Arboleda 63′, 81′ | (1 – 0) Rapport | 6′ João Paulo Mior 54′ Jordan Morris | San Pedro Sula Domare: Juan Gabriel Calderón (Costa Rica) | San Pedro Sula Domare: Juan Gabriel Calderón (Costa Rica) |
| 21:00 UTC−6 | 21:00 UTC−6      |                          |                 |                                      | San Pedro Sula Domare: Juan Gabriel Calderón (Costa Rica) | San Pedro Sula Domare: Juan Gabriel Calderón (Costa Rica) |
| 21:00 UTC−6 | 21:00 UTC−6      |                          |                 |                                      | San Pedro Sula Domare: Juan Gabriel Calderón (Costa Rica) | San Pedro Sula Domare: Juan Gabriel Calderón (Costa Rica) |

|             | 27 februari 2020 | Seattle Sounders                                            | 2 – 2                      | Olimpia                                                  | CenturyLink Field                                        |                                                          |
| 19:00 UTC−8 | 19:00 UTC−8      | Cristian Roldan 21′ João Paulo Mior 64′                     | (1 – 1) Rapport            | 4′ Elvin Oliva 86′ Carlos Pineda                         | Seattle Publik: 34 016 Domare: Iván Barton (El Salvador) | Seattle Publik: 34 016 Domare: Iván Barton (El Salvador) |
| 19:00 UTC−8 | 19:00 UTC−8      |                                                             |                            |                                                          | Seattle Publik: 34 016 Domare: Iván Barton (El Salvador) | Seattle Publik: 34 016 Domare: Iván Barton (El Salvador) |
| 19:00 UTC−8 | 19:00 UTC−8      | Raúl Ruidíaz João Paulo Mior Cristian Roldan Kelvin Leerdam | Straffsparksläggning 2 – 4 | Justin Arboleda Jorge Benguche Edwin Alexander Rodríguez | Seattle Publik: 34 016 Domare: Iván Barton (El Salvador) | Seattle Publik: 34 016 Domare: Iván Barton (El Salvador) |

Ackumulerat slutresultat 4–4. Olimpia avancerade till kvartsfinal efter straffsparksläggning.
|             | 19 februari 2020 | Saprissa                                        | 2 – 2           | Montreal Impact                     | Estadio Ricardo Saprissa Aymá                         |                                                       |
| 19:00 UTC−6 | 19:00 UTC−6      | Johan Venegas 80′ Ariel Francisco Rodríguez 90′ | (0 – 2) Rapport | 12′ Orji Okwonkwo 22′ Romell Quioto | San José Domare: Kimbell Ward (Saint Kitts och Nevis) | San José Domare: Kimbell Ward (Saint Kitts och Nevis) |
| 19:00 UTC−6 | 19:00 UTC−6      |                                                 |                 |                                     | San José Domare: Kimbell Ward (Saint Kitts och Nevis) | San José Domare: Kimbell Ward (Saint Kitts och Nevis) |
| 19:00 UTC−6 | 19:00 UTC−6      |                                                 |                 |                                     | San José Domare: Kimbell Ward (Saint Kitts och Nevis) | San José Domare: Kimbell Ward (Saint Kitts och Nevis) |

|             | 26 februari 2020 | Montreal Impact | 0 – 0   | Saprissa | Stade Olympique                                                    |                                                                    |
| 20:00 UTC−5 | 20:00 UTC−5      |                 | Rapport |          | Montreal Publik: 21 505 Domare: Fernando Guerrero Ramírez (Mexiko) | Montreal Publik: 21 505 Domare: Fernando Guerrero Ramírez (Mexiko) |
| 20:00 UTC−5 | 20:00 UTC−5      |                 |         |          | Montreal Publik: 21 505 Domare: Fernando Guerrero Ramírez (Mexiko) | Montreal Publik: 21 505 Domare: Fernando Guerrero Ramírez (Mexiko) |
| 20:00 UTC−5 | 20:00 UTC−5      |                 |         |          | Montreal Publik: 21 505 Domare: Fernando Guerrero Ramírez (Mexiko) | Montreal Publik: 21 505 Domare: Fernando Guerrero Ramírez (Mexiko) |

Ackumulerade slutresultatet 2–2. Montreal Impact avancerade till kvartsfinal enligt bortamålsregeln.

## Kvartsfinaler

### Sammanfattning
| Lag 1           | Totalt       | Lag 2          | Möte 1 | Möte 2 |
| América         | 3–1          | Atlanta United | 3–0    | 0–1    |
| Los Angeles     | 2–1          | Cruz Azul      |        |        |
| New York City   | 0–5          | UANL           | 0–1    | 0–4    |
| Montreal Impact | 00002–2 (BM) | Olimpia        | 1–2    | 1–0    |

### Matcher
|             | 11 mars 2020 | América                                               | 3 – 0           | Atlanta United | Estadio Azteca                                         |                                                        |
| 20:30 UTC−6 | 20:30 UTC−6  | Leonardo Suárez 11′ Henry Martín 13′ Bruno Valdez 36′ | (3 – 0) Rapport |                | Mexico City Publik: 20 731 Domare: John Pitti (Panama) | Mexico City Publik: 20 731 Domare: John Pitti (Panama) |
| 20:30 UTC−6 | 20:30 UTC−6  |                                                       |                 |                | Mexico City Publik: 20 731 Domare: John Pitti (Panama) | Mexico City Publik: 20 731 Domare: John Pitti (Panama) |
| 20:30 UTC−6 | 20:30 UTC−6  |                                                       |                 |                | Mexico City Publik: 20 731 Domare: John Pitti (Panama) | Mexico City Publik: 20 731 Domare: John Pitti (Panama) |

|             | 16 december 2020 | Atlanta United     | 1 – 0           | América | Exploria Stadium                                       |                                                        |
| 20:00 UTC−4 | 20:00 UTC−4      | Jackson Conway 82′ | (0 – 0) Rapport |         | Orlando Publik: 0 Domare: Ismael Cornejo (El Salvador) | Orlando Publik: 0 Domare: Ismael Cornejo (El Salvador) |
| 20:00 UTC−4 | 20:00 UTC−4      |                    |                 |         | Orlando Publik: 0 Domare: Ismael Cornejo (El Salvador) | Orlando Publik: 0 Domare: Ismael Cornejo (El Salvador) |
| 20:00 UTC−4 | 20:00 UTC−4      |                    |                 |         | Orlando Publik: 0 Domare: Ismael Cornejo (El Salvador) | Orlando Publik: 0 Domare: Ismael Cornejo (El Salvador) |

América avancerade till semifinal med det ackumulerade slutresultatet 6–2.
|             | 16 december 2020 | Los Angeles                             | 2 – 1           | Cruz Azul                 | Exploria Stadium                                   |                                                    |
| 22:30 UTC−5 | 22:30 UTC−5      | Carlos Vela 38′ (str.) Kwadwo Opoku 71′ | (1 – 1) Rapport | 15′ (str.) Yoshimar Yotún | Orlando Publik: 0 Domare: Saíd Martínez (Honduras) | Orlando Publik: 0 Domare: Saíd Martínez (Honduras) |
| 22:30 UTC−5 | 22:30 UTC−5      |                                         |                 |                           | Orlando Publik: 0 Domare: Saíd Martínez (Honduras) | Orlando Publik: 0 Domare: Saíd Martínez (Honduras) |
| 22:30 UTC−5 | 22:30 UTC−5      |                                         |                 |                           | Orlando Publik: 0 Domare: Saíd Martínez (Honduras) | Orlando Publik: 0 Domare: Saíd Martínez (Honduras) |

|             | 11 mars 2020 | New York City | 0 – 1           | UANL                 | Red Bull Arena                                                     |                                                                    |
| 20:00 UTC−4 | 20:00 UTC−4  |               | (0 – 0) Rapport | Eduardo Vargas 90+3′ | Harrison Publik: 10 212 Domare: Juan Gabriel Calderón (Costa Rica) | Harrison Publik: 10 212 Domare: Juan Gabriel Calderón (Costa Rica) |
| 20:00 UTC−4 | 20:00 UTC−4  |               |                 |                      | Harrison Publik: 10 212 Domare: Juan Gabriel Calderón (Costa Rica) | Harrison Publik: 10 212 Domare: Juan Gabriel Calderón (Costa Rica) |
| 20:00 UTC−4 | 20:00 UTC−4  |               |                 |                      | Harrison Publik: 10 212 Domare: Juan Gabriel Calderón (Costa Rica) | Harrison Publik: 10 212 Domare: Juan Gabriel Calderón (Costa Rica) |

|             | 15 december 2020 | UANL                                                                                | 4 – 0   | New York City | Exploria Stadium                                     |                                                      |
| 22:30 UTC−5 | 22:30 UTC−5      | André-Pierre Gignac 30′ Leonardo Fernández 49′ Rafael Carioca 64′ Javier Aquino 85′ | Rapport |               | Orlando Publik: 0 Domare: Daneon Parchment (Jamaica) | Orlando Publik: 0 Domare: Daneon Parchment (Jamaica) |
| 22:30 UTC−5 | 22:30 UTC−5      |                                                                                     |         |               | Orlando Publik: 0 Domare: Daneon Parchment (Jamaica) | Orlando Publik: 0 Domare: Daneon Parchment (Jamaica) |
| 22:30 UTC−5 | 22:30 UTC−5      |                                                                                     |         |               | Orlando Publik: 0 Domare: Daneon Parchment (Jamaica) | Orlando Publik: 0 Domare: Daneon Parchment (Jamaica) |

UANL avancerade till semifinal med det ackumulerade slutresultatet 5–0.
|             | 10 mars 2020 | Montreal Impact   | 1 – 2           | Olimpia                               | Stade Olympique                                          |                                                          |
| 20:00 UTC−4 | 20:00 UTC−4  | Saphir Taïder 47′ | (0 – 2) Rapport | 15′ Jerry Bengtson 41′ Jorge Benguché | Montreal Publik: 22 704 Domare: Adonai Escobedo (Mexiko) | Montreal Publik: 22 704 Domare: Adonai Escobedo (Mexiko) |
| 20:00 UTC−4 | 20:00 UTC−4  |                   |                 |                                       | Montreal Publik: 22 704 Domare: Adonai Escobedo (Mexiko) | Montreal Publik: 22 704 Domare: Adonai Escobedo (Mexiko) |
| 20:00 UTC−4 | 20:00 UTC−4  |                   |                 |                                       | Montreal Publik: 22 704 Domare: Adonai Escobedo (Mexiko) | Montreal Publik: 22 704 Domare: Adonai Escobedo (Mexiko) |

|             | 15 december 2020 | Olimpia | 0 – 1           | Montreal Impact | Exploria Stadium                                       |                                                        |
| 20:00 UTC−5 | 20:00 UTC−5      |         | (0 – 0) Rapport | 57′ Amar Sejdič | Orlando Publik: 0 Domare: Ricardo Montero (Costa Rica) | Orlando Publik: 0 Domare: Ricardo Montero (Costa Rica) |
| 20:00 UTC−5 | 20:00 UTC−5      |         |                 |                 | Orlando Publik: 0 Domare: Ricardo Montero (Costa Rica) | Orlando Publik: 0 Domare: Ricardo Montero (Costa Rica) |
| 20:00 UTC−5 | 20:00 UTC−5      |         |                 |                 | Orlando Publik: 0 Domare: Ricardo Montero (Costa Rica) | Orlando Publik: 0 Domare: Ricardo Montero (Costa Rica) |

Ackumulerat slutresultatet 2–2. Olimpia avancerade till semifinal enligt bortamålsregeln.

## Semifinaler

### Sammanfattning
| Lag 1       | Resultat | Lag 2   |
| UANL        | 3–0      | Olimpia |
| Los Angeles | 3–1      | América |

### Matcher
|             | 19 december 2020 | UANL                                                                | 3 – 0   | Olimpia | Exploria Stadium                          |                                           |
| 20:00 UTC−5 | 20:00 UTC−5      | André-Pierre Gignac 45+4′ (str.), 57′ (str.) Elvin Oliva 78′ (sjm.) | Rapport |         | Orlando Domare: Iván Barton (El Salvador) | Orlando Domare: Iván Barton (El Salvador) |
| 20:00 UTC−5 | 20:00 UTC−5      |                                                                     |         |         | Orlando Domare: Iván Barton (El Salvador) | Orlando Domare: Iván Barton (El Salvador) |
| 20:00 UTC−5 | 20:00 UTC−5      |                                                                     |         |         | Orlando Domare: Iván Barton (El Salvador) | Orlando Domare: Iván Barton (El Salvador) |

|             | 19 december 2020 | Los Angeles                               | 3 – 1           | América               | Exploria Stadium                                   |                                                    |
| 22:30 UTC−5 | 22:30 UTC−5      | Carlos Vela 46′, 47′ Latif Blessing 90+5′ | (0 – 1) Rapport | 12′ Sebastián Cáceres | Orlando Domare: Juan Gabriel Calderón (Costa Rica) | Orlando Domare: Juan Gabriel Calderón (Costa Rica) |
| 22:30 UTC−5 | 22:30 UTC−5      |                                           |                 |                       | Orlando Domare: Juan Gabriel Calderón (Costa Rica) | Orlando Domare: Juan Gabriel Calderón (Costa Rica) |
| 22:30 UTC−5 | 22:30 UTC−5      |                                           |                 |                       | Orlando Domare: Juan Gabriel Calderón (Costa Rica) | Orlando Domare: Juan Gabriel Calderón (Costa Rica) |

## Final
|             | 22 december 2020 | UANL                                   | 2 – 1           | Los Angeles     | Exploria Stadium                          |                                           |
| 22:00 UTC−5 | 22:00 UTC−5      | Hugo Ayala 72′ André-Pierre Gignac 84′ | (0 – 0) Rapport | 61′ Diego Rossi | Orlando Domare: Mario Escobar (Guatemala) | Orlando Domare: Mario Escobar (Guatemala) |
| 22:00 UTC−5 | 22:00 UTC−5      |                                        |                 |                 | Orlando Domare: Mario Escobar (Guatemala) | Orlando Domare: Mario Escobar (Guatemala) |
| 22:00 UTC−5 | 22:00 UTC−5      |                                        |                 |                 | Orlando Domare: Mario Escobar (Guatemala) | Orlando Domare: Mario Escobar (Guatemala) |